# Ушаковка (Астраханская область)
Ушаковка — село в северной части Черноярского района Астраханской области России. Административный центр и единственный населённый пункт муниципального образования Село Ушаковка со статусом сельского поселения.

## География
Село Ушаковка расположено с северо-запада на юго-восток вдоль реки Волга на возвышенной территории, окруженной с одной сторон водным пространством, что положительно влияет на микроклимат.
Село Ушаковка расположено в 400 км от областного центра и в 100 км от районного. Сообщение с областным и районным центрами осуществляется автомобильным транспортом.
По климатическим условиям Ушаковка находится в зоне с резко континентальным климатом, с преобладающими в течение года ясными, безоблачными днями, холодной и мало снежной зимой, непродолжительной засушливой весной и жарким летом. Высокая температура воздуха, недостаточное количество осадков создают условия, при которых необходимо искусственное орошение для возделывания всех видов сельскохозяйственных культур. Почвенный покров разнообразен, преобладающими являются луговые и лугово-болотные почвы, по механическому составу от легкоглинистых до тяжело-суглинистых разностей.
Село представляет собой четко выделенную жилую и производственную зону. В состав жилой зоны входит жилая застройка, представленная одноэтажными с приусадебными участками и двухэтажными жилыми домами.

## История села
В 1775 году, по указу императрицы Екатерины II графу Нарышкину был пожалован земельный участок размером в 8500 десятин в далеких Астраханских степях. На место нового поселения прибыло пять семейств. На речке Воложке, вытекающей из Волги, облюбовали большой курган, имевший вид сосновой шишки, где и начали селиться. Калмыки называли новое поселение «Табн чир», то есть пять изб, а сами новосёлы «Шишкою».
В 1875 году наследники Нарышкина продали имение помещику Ушакову. Село стало называться по имени нового владельца — Ушаковкой.
Ушаковская волость Черноярского уезда упоминается с 1918 года, Ушаковский сельский Совет той же волости с 1918 года, передано Царицынской губернии в марте 1919 года, в составе Черноярского района включено в Астраханский округ из Сталинградской губернии в июле 1928 года, передано Сталинградскому краю в 1931 году, в составе Ушаковского сельского совета Черноярского района включено в Астраханскую область из Сталинградской области в 1947 году, Солодниковского сельсовета Черноярского района с 1954 года, Енотаевского района с 1963 года, Черноярского района с 1964 года, Ушаковский сельский совет Черноярского района с 1972 года.
Во исполнение Указа Президента РФ № 239 от 01.11.91 г. «Об организации исполнительной власти в период радикальной реформы», распоряжения Главы администрации Черноярского района № 13-р от 27.12.1991 года исполнительный комитет Ушаковского сельского Совета народных депутатов с 27.12.1991 года упразднен и образована администрация Ушаковского сельсовета.
Законом Астраханской области № 203/7 от 22.07.2004 года «Об установлении границ муниципальных образований и наделении их статусом сельского, городского поселения, городского округа, муниципального района» в составе Черноярского района образовано муниципальное образование «Село Ушаковка».

## Население
| 2002  | 2010  | 2012  | 2013  | 2014  | 2015  | 2016  |
| ----- | ----- | ----- | ----- | ----- | ----- | ----- |
| 1636  | ↘1565 | ↘1516 | →1516 | ↘1496 | ↘1485 | ↘1484 |
| 2017  | 2018  | 2019  | 2020  | 2021  |       |       |
| ↘1469 | ↘1436 | ↘1398 | ↘1367 | ↗1476 |       |       |

## Учреждения села
- Пост ДПС
- ОАО «Ушаковское»
- МБОУ «СОШ с. Ушаковка»
- Детский сад «Солнышко»
- Ушаковская врачебная амбулатория
- Узел связи
- Почтовое отделение
- Участок Черноярского УООС
- ООО «Теплосоюз»
- Сельская библиотека
- Ветеринарная лечебница
- Солодниковское потребительское общество
- Кафе «Натали»
- Кафе «Любава»
- Кафе «Лотос»
- Магазин «Рассвет»
- Автозаправочная станция